# 府中警察署 (東京都)
府中警察署（ふちゅうけいさつしょ）は、警視庁が管轄する警察署の一つである。第八方面本部所属。
署員数およそ330名、署長の階級は警視。識別章所属表示はUF。

## 管轄
- 府中市内全域

## 施設
- 代用監獄（留置場）
- 警察署の設計は類設計室、施工は清水建設・三井住友・並木JVによる。

## 沿革
- 1893年（明治26年）：神奈川県多摩郡が東京府に編入された。それにより大國魂神社境内にあった神奈川県八王子警察署府中分署は、警視庁府中警察署として発足した。
- 1951年（昭和26年）：現行警察法施行により警視庁に再編入、再び警視庁府中警察署として改めて発足した。
- 1995年（平成7年）11月24日：現庁舎完成。

## 組織
- 警務課
- 会計課
- 交通課
- 警備課
- 地域課
- 刑事組織犯罪対策課
- 生活安全課

## 交番・駐在所・警備派出所
- 大国魂交番（府中市宮前三丁目1番地の1）
- 栄町交番（府中市栄町一丁目4番地）
- 白糸台交番（府中市白糸台一丁目26番地の1）
- 是政交番（府中市是政三丁目15番地）
- 第五中学校前交番（府中市新町二丁目44番地）
- 中河原交番（府中市住吉町一丁目50番地）
- 西原町交番（府中市西原町一丁目31番地の17）
- 日鋼町交番（府中市日鋼町50番地の2）
- 東府中駅前交番（府中市清水が丘一丁目8番地の1）
- 本宿交番（府中市本宿町二丁目22番地の22）
- 南町交番（府中市南町四丁目40番地の12）
- 美好町交番（府中市美好町二丁目3番地の2）
- 武蔵台交番（府中市武蔵台三丁目1番地）

## 駐在所
- 車返団地駐在所（府中市白糸台五丁目25番地）
- 多磨駐在所（府中市多磨町四丁目628番地）
- 分梅駐在所（府中市分梅町二丁目25番地の4）
- 四谷駐在所（府中市四谷四丁目43番地の28）

## 警備派出所
- 多摩川競艇場前警備派出所（府中市小柳町四丁目10番地の9） - 競艇開催時のみ開所。

## 主な未解決事件
- 府中市宮西町信用金庫職員に対する殺人事件[1]